# Ankan
Imperador Ankan (安閑天皇, Ankan-tennō) foi o 27º Imperador do Japão, na lista tradicional de sucessão.

## A Vida
Antes da sua ascensão ao trono, seu nome era Hirokuni Oshitake Kanahi no Mikoto.  Não há datas concretas que podem ser atribuídas a vida deste imperador ou de seu reinado, mas é convencionalmente considerado que reinou de 531 a 535.
De acordo com o Kojiki Ankan foi o filho mais velho do Imperador Keitai e sua mãe era Menoko Hime. Foi entronado quando tinha 68 anos.

## Disputas Políticas
O impacto do fracasso militar desastroso na Coréia durante o ano 529, precedido por uma rebelião séria no coração de Kyushu, parece ter abalado os alicerces do Reino de Yamato, a morte de Keitai foi seguida por uma disputa de dois anos sobre a sucessão e por um novo alinhamento dos clãs na Corte. Nós não sabemos exatamente quando Keitai morreu, mas foi provavelmente em 531, quando a Corte Yamato enfrentava a derrota militar na Coréia. Alguns estudiosos acham que Kentai foi assassinado. É geralmente aceito que a morte dele foi seguida por um confronto entre os partidários de dos principais ramos do Clã Yamato: os apoiadores de Ankan e Senka contra os partidários de Kimmei. Depois de pesar cuidadosamente as evidências encontradas em relatórios que são muitas vezes contraditórios, Imoue concluiu que a morte de Keitai ocorreu em 531 (depois da Rebelião de Iwai).
Outra versão atesta que após a morte do Imperador Keitai, ocorreu uma disputa entre seus filhos, de um lado Ankan, e Senka e do outro Kimmei que dividiram o império entre si e exerceram o poder imperial simultaneamente. Assim aconteceu que, por exemplo, primeiro Ankan (531-536) e mais tarde Senka (536-539) foram os rivais de Kimmei que diferentemente da descrição do Nihonshoki, chegou ao poder mais cedo em 532 e não em 540. Somente após a morte de Senka em 539 houve o retorno a unidade do império japonês. Visto por esse ângulo o sétimo ano de Kimmei, o ano da introdução oficial do budismo no Japão, também poderia ser o terceiro ano de Senka: o ano de 538.

## O Reinado
O evento mais notável registrado durante o seu reinado foi o estabelecimento de Propriedades Reais em grande número em todo o Japão logo após a rebelião em Tsukushi e as derrotas militares na Coreia. Segundo o Nihon Shoki a Corte estabeleceu estes celeiros apressadamente como um meio de reforçar seu controle sobre províncias importantes. Esta visão é apoiada pela observação de que muitos destes celeiros estavam localizados em Kyushu, onde poderosos clãs, se não fossem firmemente controlados, complicariam os esforços de Yamato para resolver o problema coreano.
Em 536, logo após o informe do estabelecimento de várias propriedades reais em Tsukushi, o Nihon Shoki afirma que a Corte teve todas as propriedades de três províncias de Kyushu (Tsukushi, Hi e Toyo na zona central) amalgamadas em uma única propriedade real chamada Nonotsu. Até mesmo o grande Soga no Iname foi convidado a enviar grãos para Nonotsu. Evidências desse tipo sugerem que a Rebelião de Iwai de 527, seguida pela invasão de Mimana por Silla em 531, fez com que a Corte estabelecesse propriedades reais nesta região chave como instrumentos de controle imperial.
Propriedades reais logo foram estabelecidas em outras regiões fora do centro de Japão. Particularmente significativo foram os quatro estabelecidos na Planície de Kanto, não muito tempo depois da derrota na Coréia e da morte de Keitai. As circunstâncias desta ação são descritas em um capitulo do Nihon Shoki sobre o primeiro ano do reinado de Ankan.
Depois de uma longa disputa sobre quem deveria ser nomeado governador da Província de Musashi (a província incluía a atual cidade de Tóquio) um candidato chamado Omi fugiu para buscar o apoio de Yamato. A Corte, em seguida, entrou em cena com força militar, nomeando Omi como governador, e executando o rival de Omi. Omi, em seguida, colocou a disposição da Corte quatro distritos da sua província como propriedades reais.
O governador de Kenu e seu clã tinham acumulado riqueza e poder considerável, utilizando métodos agrícolas avançados para converter terra virgem em campos de arroz e pensou que se tornara forte o suficiente para interferir político e militarmente no vizinha província de Musashi. Apoiando o rival de Omi para o cargo e pretendendo invadir as terras de Omi, mas a doação das propriedades reais para a Corte Yamato pelo governador Musashi bloqueou o avanço de Kenu (da mesma forma que as estabelecidas em Kyushu serviriam para aumentar o controle de Yamato sobre esta importante região no nordeste do país).
O lugar do túmulo imperial (misasagi) do Imperador Ankan  é desconhecido mas é tradicionalmente venerado num memorial no santuário xintoísta em Osaka, que é oficialmente chamado de Takayatsukiyama kofun.